# Adama (stad)
Adama (Afaan Oromo: Adaama, Ethiopisch: ኣዳማ; ādāmā;  Afaan Oromo voor "land", ook wel bekend als Adama of Adama (አዳማ; ādāmā), is een stad in het centrum van Ethiopië. Het is de voormalige hoofdstad van de Oromiya, en de derde stad van Ethiopië. De stad bevindt zich in de zone Misraq Shewa, op een hoogte van 1712 meter, ongeveer 100 kilometer ten zuidoosten van Addis Abeba.
De stad had in 2005 ongeveer 228.623 inwoners.

## Overzicht
Adama is een druk transportcentrum. De stad bevindt zich langs de weg die Addis Abeba met Dire Dawa verbindt. Een groot aantal vrachtwagens gebruikt deze route ook om van en naar de havens van Djibouti en Asseb te reizen. Tevens loopt de spoorlijn Addis Abeba–Djibouti door Adama.
Adama heeft een universiteit. Ook staat er het thuisstadion van Adama City FC, lid van de Ethiopische voetbalfederatie.

## Geschiedenis
De stad werd gesticht onder de naam Adama. Keizer Haile Selassie hernoemde de stad begin 20e eeuw naar het Bijbelse Nazareth, en deze naam werd tot ver in de 20e eeuw gebruikt. In 2000 kreeg de stad haar oude naam terug, hoewel op veel kaarten de stad nog als Nazareth aan staat geduid.
In 2000 verplaatste de Ethiopische regering de regionale hoofdstad van Oromia van Addis Abeba naar Adama, wat leidde tot grote controverse. Critici waren van mening dat de Ethiopische regering daarmee het belang van Addis Abeba binnen Oromia wilde verminderen.
Op 10 juni 2005 maakte de Oromo Peoples' Democratic Organization (OPDO), deel van de regerende EPRDF coalitie, bekend de regionale hoofdstad terug te willen verplaatsen naar Finfinne (de Oromo-benaming voor Addis Abeba). Dit werd bekendgemaakt tijdens de nasleep van de verkiezingen in 2005, toen de oude regering vrijwel al haar zetels verloor.

## Geboren in Adama/Nazreth
- Dessalegn Rahmato (1940), socioloog
- Sifan Hassan (1993), Ethiopisch-Nederlands atlete